# Chicago Film Critics Association Awards 2020
La cerimonia di premiazione della 33ª edizione dei Chicago Film Critics Association Awards si è tenuta il 21 dicembre 2020 a Chicago, Illinois, per premiare i migliori film dell'anno. Le candidature sono state annunciate il 18 dicembre 2020.

## Vincitori e candidati
I vincitori sono indicati in grassetto, a seguire gli altri candidati:

### Miglior film
- Nomadland
- Da 5 Bloods - Come fratelli (Da 5 Bloods)
- Una donna promettente (Promising Young Woman)
- First Cow
- Lovers Rock

### Miglior attore
- Chadwick Boseman - Ma Rainey's Black Bottom
- Riz Ahmed - Sound of Metal
- Anthony Hopkins - The Father - Nulla è come sembra (The Father)
- Delroy Lindo - Da 5 Bloods - Come fratelli (Da 5 Bloods)
- Steven Yeun - Minari

### Migliore attrice
- Frances McDormand - Nomadland
- Jessie Buckley - Sto pensando di finirla qui (I'm Thinking of Ending Things)
- Carrie Coon - The Nest - L'inganno (The Nest)
- Viola Davis - Ma Rainey's Black Bottom
- Carey Mulligan - Una donna promettente (Promising Young Woman)

### Miglior attore non protagonista
- Paul Raci - Sound of Metal
- Chadwick Boseman - Da 5 Bloods - Come fratelli (Da 5 Bloods)
- Bill Murray - On the Rocks
- Leslie Odom Jr. - Quella notte a Miami... (One Night in Miami...)
- David Strathairn - Nomadland

### Migliore attrice non protagonista
- Marija Bakalova - Borat - Seguito di film cinema (Borat Subsequent Moviefilm)
- Toni Collette - Sto pensando di finirla qui (I'm Thinking of Ending Things)
- Amanda Seyfried - Mank
- Letitia Wright - Mangrove
- Yoon Yeo-jeong - Minari

### Miglior regista
- Chloé Zhao - Nomadland
- Emerald Fennell - Una donna promettente (Promising Young Woman)
- Spike Lee - Da 5 Bloods - Come fratelli (Da 5 Bloods)
- Steve McQueen - Lovers Rock
- Kelly Reichardt - First Cow

### Miglior fotografia
- Joshua James Richards - Nomadland
- Christopher Blauvelt - First Cow
- Shabier Kirchner - Lovers Rock
- Miguel Ioann Littín-Menz - L'immensità della notte (The Vast of the Night)
- Erik Messerschmidt - Mank

### Miglior direzione artistica / scenografia
- Mank
- Birds of Prey e la fantasmagorica rinascita di Harley Quinn (Birds of Prey (and the Fantabulous Emancipation of One Harley Quinn))
- Emma.
- First Cow
- Sto pensando di finirla qui (I'm Thinking of Ending Things)

### Miglior montaggio
- Robert Frazen - Sto pensando di finirla qui (I'm Thinking of Ending Things)
- Alan Baumgarten - Il processo ai Chicago 7 (The Trial of the Chicago 7)
- Chris Dickens e Steve McQueen - Lovers Rock
- Jennifer Lame - Tenet
- Chloé Zhao - Nomadland

### Migliori utilizzo degli effetti speciali
- L'uomo invisibile (The Invisible Man)
- The Midnight Sky
- Possessor
- Sto pensando di finirla qui (I'm Thinking of Ending Things)
- Tenet

### Migliori costumi
- Emma.
- Birds of Prey e la fantasmagorica rinascita di Harley Quinn (Birds of Prey (and the Fantabulous Emancipation of One Harley Quinn))
- First Cow
- Mank
- Ma Rainey's Black Bottom

### Miglior colonna sonora originale
- Trent Reznor, Atticus Ross e Jon Batiste - Soul - Quando un'anima si perde (Soul)
- Terence Blanchard - Da 5 Bloods - Come fratelli (Da 5 Bloods)
- Ludwig Göransson - Tenet
- Branford Marsalis - Ma Rainey's Black Bottom
- Trent Reznor e Atticus Ross - Mank

### Migliore sceneggiatura originale
- Eliza Hittman - Mai raramente a volte sempre (Never Rarely Sometimes Always)
- Danny Bilson, Paul De Meo, Kevin Willmott e Spike Lee - Da 5 Bloods - Come fratelli (Da 5 Bloods)
- Pete Docter, Mike Jones e Kemp Powers - Soul - Quando un'anima si perde (Soul)
- Emerald Fennell - Una donna promettente (Promising Young Woman)
- Aaron Sorkin - Il processo ai Chicago 7 (The Trial of the Chicago 7)

### Migliore sceneggiatura non originale
- Chloé Zhao - Nomadland
- Christopher Hampton e Florian Zeller - The Father - Nulla è come sembra (The Father)
- Charlie Kaufman - Sto pensando di finirla qui (I'm Thinking of Ending Things)
- Kemp Powers - Quella notte a Miami... (One Night in Miami...)
- Jonathan Raymond e Kelly Reichardt - First Cow

### Miglior film d'animazione
- Wolfwalkers - Il popolo dei lupi (Wolfwalkers)
- La casa lobo
- Onward - Oltre la magia (Onward)
- Shaun, vita da pecora: Farmageddon - Il film (A Shaun the Sheep Movie: Farmageddon)
- Soul - Quando un'anima si perde (Soul)

### Miglior film documentario
- Dick Johnson is Dead
- Colectiv
- David Byrne's American Utopia
- The Social Dilemma
- Time

### Miglior film in lingua straniera
- Un altro giro (Druk)
- Bacurau
- Colectiv
- La Llorona
- La ragazza d'autunno (Dylda)
- Vitalina Varela

### Premio Milos Stehlik al miglior regista rivelazione
- Emerald Fennell - Una donna promettente (Promising Young Woman)
- Radha Blank - The Forty-Year-Old Version
- Lee Isaac Chung - Minari
- Darius Marder - Sound of Metal
- Andrew Patterson - L'immensità della notte (The Vast of the Night)

### Miglior performance rivelazione
- Sidney Flanigan - Mai raramente a volte sempre (Never Rarely Sometimes Always)
- Marija Bakalova - Borat - Seguito di film cinema (Borat Subsequent Moviefilm)
- Kingsley Ben-Adir - Quella notte a Miami... (One Night in Miami...)
- Kelly O'Sullivan - Saint Frances
- Helena Zengel - Notizie dal mondo (News of the World)